# San Vitero (kommunhuvudort)
San Vitero är en kommunhuvudort i Spanien.   Den ligger i provinsen Provincia de Zamora och regionen Kastilien och Leon, i den nordvästra delen av landet, 270 km nordväst om huvudstaden Madrid. San Vitero ligger 862 meter över havet och antalet invånare är 668.
Terrängen runt San Vitero är platt åt sydost, men åt nordväst är den kuperad. San Vitero ligger uppe på en höjd. Runt San Vitero är det glesbefolkat, med 9 invånare per kvadratkilometer. Närmaste större samhälle är Alcanizes, 8,7 km söder om San Vitero. Trakten runt San Vitero består i huvudsak av gräsmarker.